# Idaea longaria
Idaea longaria là một loài bướm đêm trong họ Geometridae.